# Elies de Creta
Elies de Creta (en grec antic Ἠλίας) fou un escriptor grec al qual s'atribueixen diversos llibres. Podria ser que Elies de Creta fos el bisbe (o més aviat el metropolità) de Creta que va participar en el Segon Concili de Nicea el 797, segons diu Fabricius, però sobre això no hi ha acord entre els autors. Leunclavius diu que Elies de Creta era una persona diferent del bisbe, que hauria viscut cap al segle vi. Oudin va examinar la seva obra i diu que l'escriptor va viure quatre segles després, vers el 1120 o 1130.
Les obres que se li atribueixen són:
- Comentaris sobre diverses oracions de Gregori de Nazianz. Es conserven diversos manuscrits de l'obra, escrita en grec.
- Comentaris sobre el Κλίμαξ, (Climax), o Scala Paradisi (Escala al Paradís) de Joannes o Joan, conegut com a Joan Clímac o Escolàstic. Aquest comentari existeix manuscrit, i és molt voluminós. Alguns escolis d'aquesta obra es troben en comentaristes posteriors.
- Una Responsa sobre les verges que han estat casades abans d'arribar a la pubertat. El manuscrit existent indica que l'autor era el Metropolità de Creta.
- Respostes a Dionisi el Monjo sobre set qüestions diferents.

No es coneixen altres obres d'aquest autor. Nicolau Comnè Papadopoli esmenta altres llibres que si eren d'ell, s'han perdut: Sobre la moral dels pagans, Respostes a un monjo de Corint, Als monjos d'Asea, i Als monjos solitaris.